# کایرا
کایرا (به لاتین: Kyra, Cyprus) یک منطقهٔ مسکونی در قبرس است که در ناحیه نیکوزیا واقع شده‌است.

## خصوصیات
کایرا ۳۸۶ نفر جمعیت دارد.